# 닥터 슬럼프 (드라마)
《닥터 슬럼프》는 2024년 1월 27일부터2024년 3월 17일까지 방송되었던 JTBC 토일 드라마다.

## 기획 의도
백억 대 소송, 번아웃, 각자의 이유로 인생 최대 슬럼프에 빠진 의사들의 망한 인생 심폐 소생기를 그린 로맨틱 코미디 드라마

## 제작진

### 제작사
- SLL
- 하이지음스튜디오

### 제작
- 한석원
- 황기용

### 극본
- 백선우 : KBS 2TV 일일 시트콤 《웃는 얼굴로 돌아보라》(보조 작가), tvN 《막돼먹은 영애씨 1》(공동 집필), tvN 《막돼먹은 영애씨 2》(공동 집필), tvN 《막돼먹은 영애씨 3》(공동 집필), tvN 《막돼먹은 영애씨 4》(공동 집필), tvN 《막돼먹은 영애씨 5》(공동 집필), tvN 《막돼먹은 영애씨 6》(공동 집필), tvN 《막돼먹은 영애씨 8》(공동 집필), MBC 일일 시트콤 《하이킥! 짧은 다리의 역습》(공동 집필), MBC 일일 시트콤 《스탠바이》(공동 집필), tvN 《막돼먹은 영애씨 12》(공동 집필), tvN 《막돼먹은 영애씨 13》(공동 집필), tvN 월화 드라마 《혼술남녀》(공동 집필), tvN 수목 드라마 《김비서가 왜 그럴까》(공동 집필), tvN 수목 드라마 《간 떨어지는 동거》(공동 집필) 집필

### 연출
- 오현종 : MBC 주말 드라마 《천 번의 입맞춤》(공동 연출), MBC 주말 특별 기획 드라마 《닥터 진》(조연출), MBC 수목 드라마 《7급 공무원》(공동 연출), MBC 수목 드라마 《메디컬 탑팀》(공동 연출), MBC 드라마 페스티벌 2013 《상놈 탈출기》(연출), MBC 수목 드라마 《개과천선》(공동연출), MBC 일일 특별 기획 드라마 《딱 너 같은 딸》(공동 연출), MBC 수목 드라마 《역도요정 김복주》(공동 연출), MBC 월화 드라마 《투깝스》(연출), MBC 수목 드라마 《그 남자의 기억법》(공동 연출), JTBC 월화 드라마 《한 사람만》(연출) 연출

## 등장 인물

### 주요 인물
- 박형식: 여정우 역 - 잘나가는 성형외과 의사였다가 의문의 의료사고로 한순간에 나락으로 떨어진 인물. 하늘과 고등학교 동창. (아역: 서우진)
- 박신혜: 남하늘 역 - 대학병원 마취과 의사였으나 번아웃으로 인해 일을 그만두게 된 인물. 정우와 고등학교 동창. 월선의 딸. 바다의 누나. (아역: 유하연)
- 윤박: 빈대영 역 - 정우의 대학 동기, 성형외과 의사.
- 공성하: 이홍란 역 - 하늘의 대학 동기이자 친구, 6살 아들을 둔 싱글맘.
- 오동민: 민경민 역 - 본작의 만악의 근원이자 메인 빌런. 하늘과 홍란의 의대 선배, 정우가 고3 때 과외를 해주던 의대 형.

### 하늘의 가족들
- 장혜진: 공월선 역 - 하늘과 바다의 어머니, 태선의 누나.
- 윤상현: 남바다 역 - 하늘의 남동생, 태선의 조카. 월선의 아들.
- 현봉식: 공태선 역 - 하늘과 바다의 외삼촌, 월선의 남동생.

### 영원고 사람들
- 정지순: 한상철 역 - 정우와 하늘의 고3 때 담임
- 박원호: 김무근 역 - 정우의 친구, 장난꾸러기.
- 강상준: 손찬영 역 - 정우의 친구, 장난꾸러기.

### 그리고
- 송지우: 도혜지 역 - 빈대영 성형외과 간호사
- 김재범: 강진석 역

### 그 외 인물
- 이승준 : 정신건강의학 전문의 역
- 오륭 : 김 교수 역
- 정이정
- 박원상 : 하늘 아빠 역
- 김희성 : 진우 역
- 황도윤 : 빈은정 역

### 기타 인물
- 미상 : 식당 주인 역
- 미상 : 화본 병원장 역
- 전이수 : 창빙 역 - 마카오 카지노 재벌 상속녀
- 미상 : 제임스 창의 동생 역
- 권희욱 : 제임스 창 역
- 미상 : 여정우와 일해 온 간호사 역
- 한규원 :곽재영 역 - 부산의 유명 병원장 아들
- 미상 : 남하늘의 큰 고모 역
- 미상 : 제약회사 대표 딸 역
- 미상 : 기자 역
- 미상 : 경찰 역
- 미상 : 혜성제약 부대표 역
- 미상 : 혜성제약 대표 아내 역
- 미상 : 여정우의 모친 역
- 미상 : 여정우의 아버지 역
- 미상 : 소이증 환자 역

### 특별 출연
- 김하은 : 뉴스 속보 역 (1회)
- 이성경 : 한우리 역 - 여정우와 남하늘의 고교 동창 (6회)

## 촬영장소
순천향대학교 (충남 아산시 소재) 5월광장 벚꽃축제 장소
관련기사 링크 : https://sports.donga.com/article/all/20240213/123503215/3

## 시청률
최저 시청률과 최고 시청률은 시청률 조사회사와 지역별로 시청률에 차이가 있을 수 있습니다.
| 2024년 | 2024년   | 2024년         | 2024년       | 2024년 |
| 회차   | 방송일   | AGB 시청률     | AGB 시청률   |        |
| 회차   | 방송일   | 대한민국(전국) | 서울(수도권) |        |
| ------ | -------- | -------------- | ------------ | ------ |
| 제1회  | 1월 27일 | 4.060%         | 4.769%       |        |
| 제2회  | 1월 28일 | 5.137%         | 5.867%       |        |
| 제3회  | 2월 3일  | 5.075%         | 5.679%       |        |
| 제4회  | 2월 4일  | 6.738%         | 7.468%       |        |
| 제5회  | 2월 10일 | 3.735%         | 4.042%       |        |
| 제6회  | 2월 11일 | 3.869%         | 3.964%       |        |
| 제7회  | 2월 17일 | 5.699%         | 6.916%       |        |
| 제8회  | 2월 18일 | 6.231%         | 6.823%       |        |
| 제9회  | 2월 24일 | 5.824%         | 6.808%       |        |
| 제10회 | 2월 25일 | 8.173%         | 9.773%       |        |
| 제11회 | 3월 2일  | 5.704%         | 6.444%       |        |
| 제12회 | 3월 3일  | 6.598%         | 7.658%       |        |
| 제13회 | 3월 9일  | 5.272%         | 6.228%       |        |
| 제14회 | 3월 10일 | 6.325%         | 7.190%       |        |
| 제15회 | 3월 16일 | 4.951%         | 5.937%       |        |
| 제16회 | 3월 17일 | 6.463%         | 7.431%       |        |

## 참고 사항
- 박형식, 윤박은 KBS 2TV 주말 드라마 《가족끼리 왜 이래》 이후 10년 만에 재회하여 캐스팅되었다.
- 박형식, 박신혜는 SBS 수목 드라마 《상속자들》 이후 11년 만에 재회하여 캐스팅되었다.
- 넷플릭스와 독점 계약으로 아시아와 태평양, 유럽, 아메리카 등 전 세계 50여개 국에서 동시 공개한 바 있다.

## 같이 보기
- 대한민국의 텔레비전 드라마 목록 (ㄷ)
- 2024년 대한민국의 텔레비전 드라마 목록